# 자비틴스크
자비틴스크(러시아어; Завитинск)는 아무르주 자비틴스키군에 속해 있는 도시이다.
인구는 1만 4,200명(2003년)이다.
자비타야강이 흐른다. 227 km지점에 블라고베시첸스크가, 35 km지점에 라이치힌스크가 위치해 있다.